# Rue Legendre
Rue Legendre (Legendrova ulice) je ulice v Paříži. Nachází se v 17. obvodu. Ulice nese jméno matematika Adriena-Marie Legendra (1752–1833) jako mnohé další ulice v této oblasti pojmenované po vědcích.

## Poloha
Ulice začíná na náměstí Place du Général-Catroux u křižovatky s Avenue de Villiers a končí na křižovatce s Avenue de Saint-Ouen a Rue Guy-Môquet. Ulice je orientována z jihozápadu na severovýchod.

## Historie
Původně se jednalo o dvě ulice Rue d'Orléans a Chemin de Monceau v bývalé obci Batignolles-Monceau. Ulice byla zahrnuta do města Paříž v roce 1863. Úsek mezi Avenue de Clichy a Avenue de Saint-Ouen byl otevřen v roce 1867. V roce 1912 byla část mezi Boulevardem de Courcelles a Place du Général-Catroux vyčleněna jako samostatná Rue Georges-Berger.

## Významné stavby
- Kostel Sainte-Marie des Batignolles
- Kostel Saint-Charles-de-Monceau
- V domě č. 134 sídlí Centre national du théâtre (Národní divadelní centrum)